# Daector gerringi
Daector gerringi — вид лучепёрых рыб из семейства батраховых (Batrachoididae). Длина тела до 21,9 см. В спинном плавнике 28—29 мягких лучей. В анальном плавнике 27 мягких лучей. Позвонков 37—38. Тропическая пресноводная придонная рыба. Обитает в Южной Америке: бассейны рек Сан-Хуан и Баудо. Может проникать в эстуарии. Охранный статус вида не определён, он безвреден для человека и не является объектом промысла.